# Coenosia ishizuchiensis
Coenosia ishizuchiensis este o specie de muște din genul Coenosia, familia Muscidae, descrisă de Shinonaga în anul 2003. Conform Catalogue of Life specia Coenosia ishizuchiensis nu are subspecii cunoscute.